# Endasys aurigena
Endasys aurigena là một loài tò vò trong họ Ichneumonidae.